# (32866) 1993 FW16
1993 FW16 (asteroide 32866) é um asteroide da cintura principal. Possui uma excentricidade de 0.11646170 e uma inclinação de 2.93214º.
Este asteroide foi descoberto no dia 19 de março de 1993 por UESAC em La Silla.